# آمیتیست
آمیتیست (به انگلیسی: Amethyst) یا یاقوت ارغوانی یا گَمَست یا کَرکَهَن (کَرکَهان) با فرمول شیمیایی SiO2 نوع بنفش کوارتز، از کانی‌های سیلیکاتی ماگمایی است و جواهر است.
رنگ آن از عناصر منگنز، آهن و تیتان به وجود می‌آید. در قرن نوزدهم تصور بر این بوده، که رنگ آمیتیست به علت وجود منگنز می‌باشد. از نظر شکل بلوری منشوری - بی پیرامیدال - پسودوکوبیک است. همچنین خاصیت مغناطیسی ندارد.
آمیتیست کمیاب است و بیشتر در برزیل، ماداگاسکار، اروگوئه، اورال، آلمان، چکسلواکی، رومانی، روسیه، برزیل، آمریکا، مکزیک و نامبیا یافت می‌شود و برای اولین بار در رومانی کشف شد.
یونانیان باستان بر این باور بوده‌اند که شخصی که آمیتیست همراه خود داشته باشد از مست شدن دور خواهد ماند. 

## ساختار
آمیتیست نوعی بنفش‌رنگ از سنگ کوارتز (SiO2) است و رنگ بنفش خود را مدیون تابش‌زدگی، ناخالصی‌های آهن و، در برخی موارد، فلزات واسطه دیگر، و وجود عناصر کم‌مقدار دیگر است که منجر به جایگزینی‌های پیچیده در شبکه بلوری می‌شود. سختی این ماده معدنی به همان اندازه کوارتز است، و به همین دلیل برای استفاده در جواهرات مناسب است.

## توزیع جغرافیایی
آمیتیست در بسیاری از نقاط جهان یافت می‌شود. بین سالهای ۲۰۰۰ تا ۲۰۱۰، بیشترین تولید مربوط به مارابا، و پاو دآرکو، پارا، و حوضه پارانا، ریو گرانده جنوبی، در برزیل؛ ساندووال، سانتا کروز، در بولیوی؛ آرتیگاس، در اروگوئه؛ کالومو، در زامبیا؛ و ثاندر بی، در انتاریو بود.
آمیتیست به وفور در ایالت ریو گرانده جونبی در برزیل تولید می‌شود، و در منطقه به شکل پوک‌سنگ‌های بزرگ در داخل سنگهای آتشفشانی وجود دارد. بسیاری از سنگ‌های عقیق توخالی در جنوب غربی برزیل و اروگوئه در داخل خود حاوی مقداری کریستال آمیتیست هستند.
آمیتیست در بسیاری از مناطق ایالات متحده وجود دارد. مهمترین محل تولید این سنگ در منطقه‌های فور پیکس، گیلا، ماریکوپا در آریزونا، و جکسونز کراس‌رودز، در منطقه ویلکس در جورجیا قرار دارد. آمیتیست سنگ قیمتی رسمی ایالت کارولینای جنوبی است. چند نوع از سنگ‌های آمیتیست کارولینای جنوبی در موزه تاریخ طبیعی اسمیتسونین به نمایش گذاشته شده‌است.